# Magnus Hall
Claes Magnus Hall, född 4 oktober 1959, är en svensk företagsledare och ingenjör.
Hall är civilingenjör i industriell ekonomi med examen från Linköpings Tekniska Högskola 1984, därefter Fulbright-stipendiat vid Georgetown University 1984-85. Han inledde sin yrkesbana 1985 på Holmens Bruk AB, sedermera Holmen Paper AB, där han avancerade inom olika chefsposter, innan han år 2001 blev verkställande direktör för Holmen Paper och 2004 Holmen Groups verkställande direktör och koncernchef.
1 oktober 2014 tillträdde Hall som VD för Vattenfall. Sedan han tillträdde posten har han varit i centrum för svensk och tysk klimatdebatt på grund av Vattenfalls avsikt att sälja företagets tyska kolkraftanläggningar och brunkolfyndigheter till utländska företag, medan andra menat att Vattenfall då bryter mot sina ägardirektiv om klimatvänlig verksamhet och i stället krävt att företaget behåller och avvecklar fyndigheterna för att förhindra ytterligare kolkraftsanvändning. Likaså har han tvingats ta fram nya åtgärder för att avveckla två reaktorer vid Ringhals kärnkraftverk i förtid och hantera företagets dåliga ekonomi.
Hall anges med sina åtgärder ha "stöpt om bolaget och satt målet att göra ett fossilfritt liv möjligt inom en generation". Han har under sin tid som VD bland annat sålt den omtvistade brunkolsverksamheten med drygt 22 miljarder i negativ resultateffekt, samt skrivit ned värdet av det stora tyska kolkraftverket Moorburg med drygt 27 av de 29 investerade miljarderna. Samtidigt har betydande investeringar gjorts i havsbaserad vindkraft, samt i moderniseringar av Ringhals 3 och 4 samt Forsmark 1, 2 och 3.
Den 1 november 2020 efterträddes Magnus Hall på VD-posten i Vattenfall av Anna Borg, något som meddelades i juli 2020.
Hall var 2008-2010 ordförande i den europeiska branschorganisationen CEPI, och blev i januari 2010 organisationens vice ordförande. Sedan 2010 är han ordförande i den svenska branschorganisationen Skogsindustrierna. Han invaldes 2012 som ledamot av Ingenjörsvetenskapsakademien.